# Gottfried Schille
Gottfried Schille (* 6. August 1929 in Dresden; † 23. Februar 2005 in Leipzig) war ein evangelischer Theologe, Dozent (Neues Testament) und Autor.

## Leben und Wirken
Gottfried Schille erhielt seine Schulausbildung in der Schule St. Afra zu Meißen. Er wurde 1953 an der Universität Göttingen mit einer Untersuchung über Liturgisches Gut im Epheserbrief promoviert und 1966 an der Universität Rostock mit Erwägungen zur apostolischen Frühgeschichte habilitiert.
Ab 1954 wirkte er in Lommatzsch-Dörschnitz, ab 23. August 1958 als Pfarrer. Ab 21. Januar 1961 war er Pfarrer in Borsdorf bei Leipzig und verantwortete den Umbau eines einstigen Gasthofs zur Kirche Borsdorf. Dort wirkte er bis zu seinem Ruhestand.
Schille war nach eigenen Angaben nebenamtlich Dozent für Neues Testament am Theologischen Seminar in Leipzig.
Gottfried Schille war verheiratet – das Ehepaar hatte drei Kinder.

## Varia
- An der Kirche Borsdorf befindet sich eine Gedenktafel für Pfarrer Gottfried Schille.

## Veröffentlichungen
- Anfänge der Kirche. Erwägungen zur apostolischen Frühgeschichte. München 1966.
- Die urchristliche Wundertradition. Ein Beitrag zur Frage nach dem irdischen Jesus. Stuttgart 1967.
- Das vorsynoptische Judenchristentum. Stuttgart 1970.
- Osterglaube. Stuttgart 1973.
- Psalmen-Transformationen. Nachdichtungen. Berlin 1977.
- Das älteste Paulus-Bild. Beobachtungen zur lukanischen und zur deuteropaulinischen Paulus-Darstellung. Berlin 1979.
- Die Apostelgeschichte des Lukas. Berlin 1983.
- Frei zu neuen Aufgaben. Beiträge zum Verständnis der dritten urchristlichen Generation. Berlin 1986.
- „… und hätte der Liebe nicht“. Berlin 1990.
- Die führungslose Revolution: Leipzig 1989. In: Deutsches Pfarrerblatt. 93, 1993, S. 120–122.
- mit Karl-Wolfgang Tröger, Joachim Rogge (Hrsg.): Weltreligionen und christlicher Glaube. Wichern, Berlin 1993, ISBN 3-88981-060-8.
- Ohne Gott und Sonnenschein – Ein Pfarrer erinnert sich. Autobiographische Texte. Taucha 2002, ISBN 3-89772-050-7
- Die Hochzeit hat begonnen – eine Hinführung zur Offenbarung des Johannes. Erlangen 2002, ISBN 3-87513-133-9
- Die dich rühmen, haben ihren Tag gewonnen – Psalm-Nachdichtungen. Hrsg. im Auftrag des Lutherischen Kirchenamtes der Vereinigten Evangelisch-Lutherischen Kirche Deutschlands (VELKD), Hannover 2005, ISBN 3-9809127-4-4